# Chilomycterus tyleri
Chilomycterus tyleri es una especie extinta de peces que vivió hace entre 11 – 10.5 millones de años, durante el Mioceno tardío en América del Sur, fue descubierta en el sector de Las Lomas, San Judas Tadeo, en la Formación Gatún en Panamá. El registro fósil de este tipo de organismos es una herramienta fundamental para el entendimiento de la vida de los peses en el pasado y cómo los diferentes procesos geológicos como el levantamiento del Istmo de Panamá afectaron las dinámicas ecológicas de estos organismos.

## Descripción
Esta especie presenta mandíbula inferior gruesa, ancha y larga, fusionada con el hueso opuesto en el medio. El borde frontal de las mandíbulas fusionadas está suavemente arqueado; El agrandamiento proximal de ambos dentarios forma dos ramas robustas y divergentes con una profunda depresión en el ángulo interno.

## Etimología
En honor a James C. Tyler (Smithsonian Institution, Washington) en reconocimiento a sus muchas contribuciones al conocimiento de los Tetraodontiformes.